# Моје три сестре
Моје три сестре (шп. Mis tres hermanas) венецуеланска је теленовела, продукцијске куће RCTV, снимана 2000.
У Србији је приказивана током 2011. и 2012. на локалним телевизијама.

## Синопсис
Након мајчине смрти, Аугусто Естрада одрекао се радости детињства да би одгојио своје три сестре Силвију, Лису и Беатриз. Ожењен је Маргаритом Алварез, себичном и хладнокрвном женом, која презире живот у сиромаштву и чињеницу да мора да живи под истим кровом са супруговим сестрама. Маргарита се упушта у авантуру са
инжењером Сантијагом, са којим проводи страствену ноћ, али му не открива да је удата. Исто тако, он њој не говори да је у вези са кћерком свог шефа Барбаром Солис. Проблем настаје када се сретну Лиса и Сантијаго и на први поглед се заљубе једно у друго. Сазнање да је вољени мушкарац спавао са њеном маћехом, уништиће девојчине снове. Ипак, Сантијаго је спреман на све да би задржао Лисину љубав, али када саопшти Барбари да раскида са њом, она покушава да се убије. Грижа савести разапиње младића који се нашао у процепу између шефове кћерке и племените болничарке, која је љубав његовог живота. Са друге стране, Лисина породица суочава се са огромним искушењима када се појави мистериозна болест, која напада све више људи. Беатриз, која има
проблема у школи, постаје једна од жртава тајанствене инфекције. Пошаст којој нема лека доводи у живот породице Естрада оца који их је давно оставио, а сада је познати научник. Он ће учинити све да нађе лек за смртоносну болест, која прети да одузме живот његовој најмлађој кћерки…

## Улоге
| Глумац:                | Улога:                    |
| ---------------------- | ------------------------- |
| Скарлет Ортиз          | Лиса Естрада Роси         |
| Рикардо Аламо          | Сантијаго Ортега Дијаз    |
| Роксана Дијаз          | Маргарита Алварез         |
| Карлос Круз            | Аугусто Естрада Роси      |
| Дад Дагер              | Силвија Естрада Роси      |
| Рикардо Бијанчи        | Карлос Салас              |
| Чантал Бадаукс         | Беатриз Естрада Роси Беба |
| Џонатан Монтенегро     | Франсиско Морено          |
| Марлене де Андраде     | Барбара Солис Кинтеро     |
| Ђул Буркле             | Анибал Солис Кинтеро      |
| Марисела Буитријаго    | Софија Кинтеро Солис      |
| Хоел Борхес            | Роберто                   |
| Ана Габријела Барбоза  | Руби                      |
| Оскар Кабрера          | Франк                     |
| Антонио Куевас         | Висенте Кинтана           |
| Луис Алеберто де Мозос | Алваро Галиндез           |
| Херонимо Хил           | доктор Густаво Мартинез   |
| Флор Елена Гонзалез    | Делија                    |
| Естефанија Лопез       | Есмералда                 |
| Мирела Мендоза         | Исабел Мендез             |
| Роберто Мол            | Хасинто Естрада           |
| Лаура Муњоз            | Сор Каридад               |
| Луси Херардо Нуњез     | Хосе Игнасио Монтеро      |
| Габријел Париси        | Томас                     |
| Елена Толедо           | Каролина                  |